# Cascades Ellenborough
Les cascades Ellenborough són unes cascades de cua de cavall situades a la capçalera del riu Ellenborough, es troben a la regió de Mid North Coast de Nova Gal·les del Sud, Austràlia.

## Localització i característiques
Les cascades Ellenborough estan situades a la zona de Greater Taree, i estan a prop d'Elands i Comboyne, a l'altiplà Bulga.
Les cascades tenen una caiguda d'uns 160 metres d'altura, encara que algunes estimacions calculen que tenen entre 150 metres i 200 metres d'altura.
A les cascades hi ha un quiosc, taules de pícnic i una zona de barbacoa. També hi ha una plataforma d'observació i rutes de senderisme.